# Porhydrus lineatus
Porhydrus lineatus là một loài bọ cánh cứng trong họ Bọ nước. Loài này được Fabricius miêu tả khoa học năm 1775.

## Hình ảnh

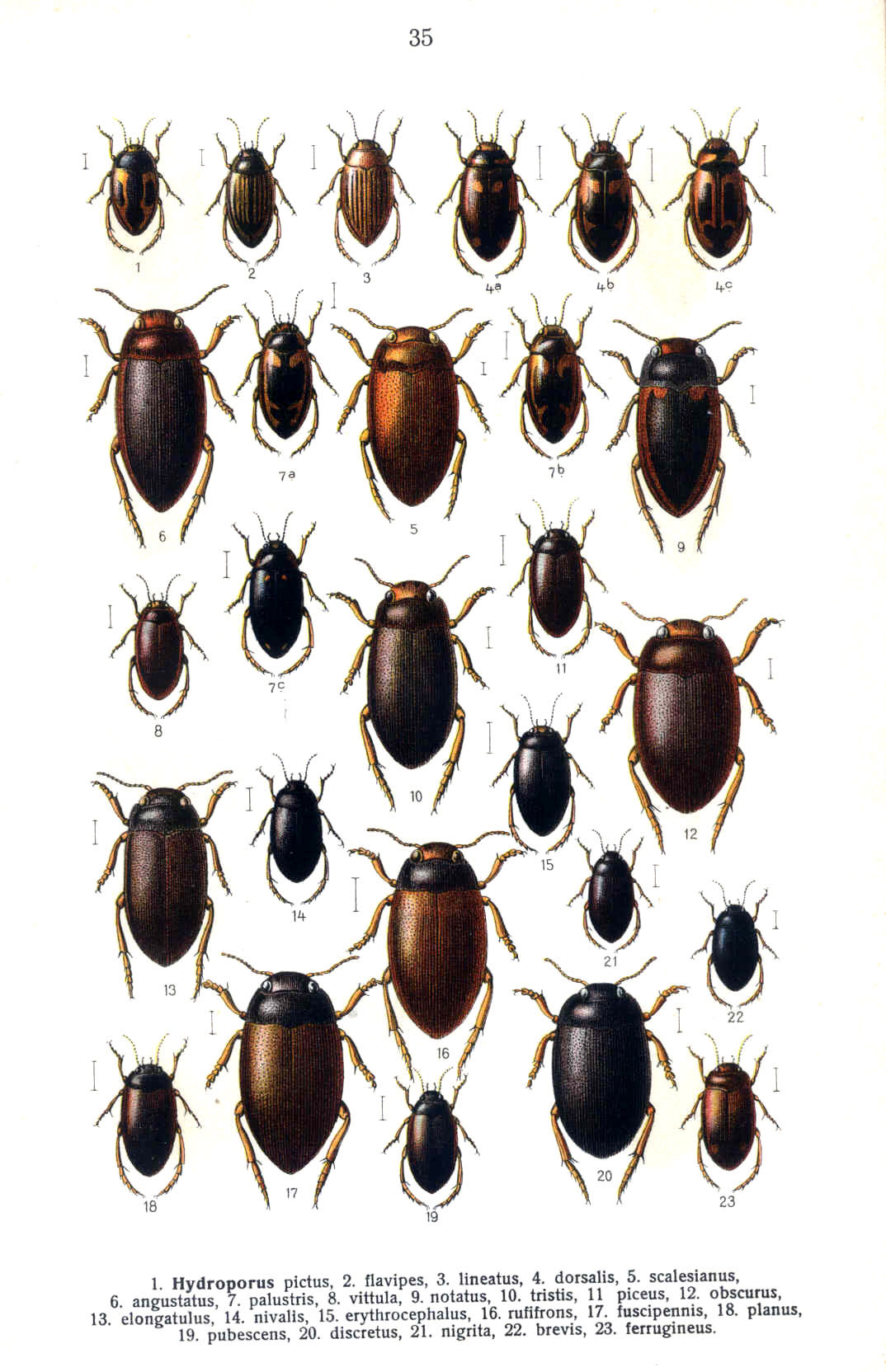
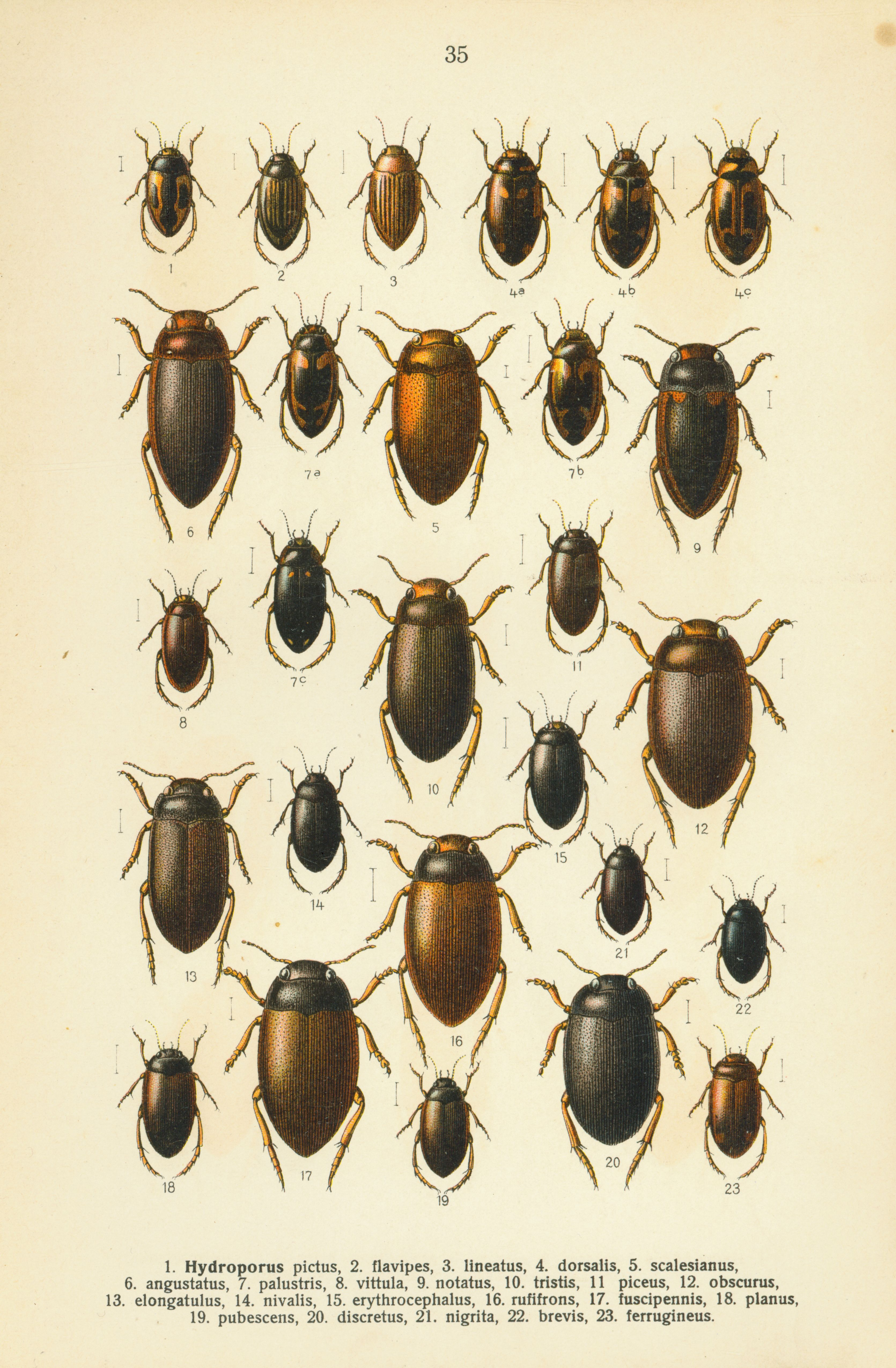